# 西原站 (廣島縣)
西原站（日语：／ Nishihara eki */?）是位於廣島縣廣島市安佐南區西原八丁目，廣島高速交通的廣島新交通1號線（Astram線）車站。

## 歷史
- 1994年（平成6年）8月20日 - 車站啟用[1]。
- 1999年（平成11年）3月20日 - 在時間表修正後，此站成為急行列車通過站[1]。
- 2000年（平成12年） - 成為業務委託車站[2]。
- 2004年（平成16年）3月20日 - 在時間表修正後，取消急行列車班次，所有列車停靠此站[1]。
- 2009年（平成21年）8月8日 - 此站開始可以使用PASPY[1]。
- 2015年（平成27年） - 站內廣播與月台發車牌翻新至與新白島站同等級。

## 車站構造
車站是一座架空車站，設有1面2線的島式月台。月台下一層設有售票機和閘機。此站設有西出口和東出口。
車站顏色為■粉紅色。

### 月台
| 月台 | 路線             | 上下行 | 方向           |
| ---- | ---------------- | ------ | -------------- |
| 1    | ■廣島新交通1號線 | 下行   | 廣域公園前方向 |
| 2    | ■廣島新交通1號線 | 上行   | 本通方向       |

## 車站周邊
- 國道54號（日语：国道54号）（祇園新道）
- Astram線西原變電站
- 部屋店 西原店
- 古川
- FRESTA 東原店
- Apaman Network
- Mister Donut
- 廣島祇園原郵局
- 安佐南郵局（日语：安佐南郵便局）
- 廣島市立祇園東中學
- 廣島市立東原中學
- 廣島市立原小學（日语：広島市立原小学校）
- AEON Mall廣島祇園（日语：イオンモール広島祇園）

## 利用狀況
以下數據取自《廣島市統計書》。Astram線公開了「1年總乘車人次」和「1年總下車人次」。1日平均乘車人次數據中，是以當年度的總乘車人次除以365（閏年為366），再取自小數點後1位。Astram線所提供的數據以1,000人為單位，因此，平均數中會有誤差。
| 年度               | 1日平均 乘車人次 | 1年總 乘車人次 | 1年總 下車人次 |
| ------------------ | ---------------- | -------------- | -------------- |
| 1995年（平成07年） | 1,491.8          | 546,000        | 485,000        |
| 1996年（平成08年） | 1,731.5          | 632,000        | 545,000        |
| 1997年（平成09年） | 1,898.6          | 693,000        | 597,000        |
| 1998年（平成10年） | 2,021.9          | 738,000        | 638,000        |
| 1999年（平成11年） | 2,185.8          | 800,000        | 694,000        |
| 2000年（平成12年） | 2,200.0          | 803,000        | 699,000        |
| 2001年（平成13年） | 2,309.6          | 843,000        | 741,000        |
| 2002年（平成14年） | 2,367.1          | 864,000        | 762,000        |
| 2003年（平成15年） | 2,396.2          | 877,000        | 776,000        |
| 2004年（平成16年） | 2,457.5          | 897,000        | 797,000        |
| 2005年（平成17年） | 2,534.2          | 925,000        | 820,000        |
| 2006年（平成18年） | 2,657.5          | 970,000        | 868,000        |
| 2007年（平成19年） | 2,792.3          | 1,022,000      | 924,000        |
| 2008年（平成20年） | 2,958.9          | 1,080,000      | 985,000        |
| 2009年（平成21年） | 2,972.6          | 1,085,000      | 995,000        |
| 2010年（平成22年） | 2,991.8          | 1,092,000      | 996,000        |
| 2011年（平成23年） | 3,021.9          | 1,106,000      | 1,014,000      |
| 2012年（平成24年） | 3,120.5          | 1,139,000      | 1,046,000      |
| 2013年（平成25年） | 3,235.6          | 1,181,000      | 1,085,000      |
| 2014年（平成26年） | 3,306.8          | 1,207,000      | 1,109,000      |
| 2015年（平成27年） | 3,628.4          | 1,328,000      | 1,233,000      |
| 2016年（平成28年） | 3,791.8          | 1,384,000      | 1,278,000      |
| 2017年（平成29年） | 3,906.8          | 1,426,000      | 1,325,000      |
| 2018年（平成30年） | 3,906.8          | 1,426,000      | 1,327,000      |
| 2019年（令和元年） | 3,915.3          | 1,433,000      | 1,339,000      |

## 相鄰車站
廣島高速交通
廣島新交通1號線（Astram線）
祇園新橋北－西原－中筋

## 注腳
1. 1 2 3 4 5  曾根悟（監修）. 朝日新聞出版分冊百科編集部（編集） , 编. . 週刊朝日百科. 30号 モノレール・新交通システム・鋼索鉄道. 朝日新聞出版. 2011-10-16: 25 （日语）.
2. ↑   (PDF). 廣島高速交通.   [2017-08-08]. （原始内容存档 (PDF)于2021-06-02） （日语）.

## 外部連結
- Astram線　官方網站 （页面存档备份，存于）（日語）